# Jonas Gemmer
Jonas Gemmer (født 31. januar 1996) er en dansk professionel fodboldspiller, som spiller for Superliga-klubben Hvidovre IF.

## Klubkarriere

### FC Midtjylland
Gemmer begyndte sin karriere hos FC Midtjylland, hvor han fik debut i Superligaen den 16. september 2013.

#### Leje til AC Horsens
Gemmer blev i januar 2016 udlejet til 1. divisionsklubben AC Horsens for resten af sæsonen. Efter at have imponeret på den sidste halvsæson, blev det i juni 2016 annonceret at lejeaftalen ville blive fornyet for en sæson mere.

### Fremad Amager
Det blev i maj 2017 annonceret at Gemmer ville skifte til Fremad Amager. Efter en længere skadesperiode, blev klubben og Gemmer i august 2019 enige om at ophæve hans kontrakt før tid.

### AC Horsens
Gemmer vendte i august 2019 tilbage til AC Horsens, denne gang på en fast aftale. Som del af skiftet blev han med det samme udlejet til Kolding IF for 2019-20 sæsonen.

## Landsholdskarriere
Gemmer har repræsenteret Danmark på flere ungdomsniveauer.